# Capesterre-de-Marie-Galante
Capesterre-de-Belle-Eau, llamada en criollo Kapestè Marigalant, es una comuna francesa situada en el departamento de Guadalupe, de la región de Guadalupe. 
El gentilicio francés de sus habitantes es Capesterriens y Capesterriennes.

## Situación
La comuna está situada en el sureste de la isla guadalupana de Marie-Galante.

## Barrios y/o aldeas
Beauséjour, Bézard, Bontemps-Rameau, Borée, Cadet, Calebassier, Desruisseaux, L'Étang-Noir, Dubois, Gai, Garel, Girard, Grand-Case, Le Haut-du-Morne-des-Pères, Héloin, Jacquelot, Nesmond, Le Salut, Pavillon, Pichery, Rabrun, Robert, Sainte-Croix, Vidon y Vital.

## Demografía
| Gráfica de evolución demográfica de Capesterre-de-Marie-Galante entre 1961 y 2013 |
|                                                                                   |

Fuente: Insee

## Comunas limítrofes
| Noroeste: Saint-Louis             | Norte: Saint-Louis y Mar Caribe | Noreste: Mar Caribe |
| Oeste: Grand-Bourg                |                                 | Este: Mar Caribe    |
| Suroeste Grand-Bourg y Mar Caribe | Sur: Mar Caribe                 | Sureste: Mar Caribe |